# Sint-Andreaskerk (Sint-Silvesterkappel)
De Sint-Andreaskerk of Sint-Andrieskerk (Frans: Église Saint-André) is de parochiekerk van de gemeente Sint-Silvesterkappel in het Franse Noorderdepartement.

## Gebouw
De bakstenen kerk werd gebouwd in 1892 in neogotische stijl. Het is een basilicale kerk met halfronde apsis en voorgebouwde toren.